# 六角氏頼
六角 氏頼（ろっかく うじより）は、南北朝時代の武将・守護大名。六角氏4代・6代当主。

## 生涯
嘉暦元年（1326年）、六角時信の嫡男として誕生した。
佐々木氏嫡流の六角氏は鎌倉幕府滅亡と共に一時没落し、幕府滅亡時の当主であった父が出家したため、氏頼は建武2年（1335年）頃に幼くして家督と近江守護職を継承して当主となるも、室町幕府では庶流の京極氏の風下に立つことになった。近江国守護職をめぐり京極氏の佐々木道誉と一時争うも、佐々木道誉の娘を妻に娶るなど関係改善にも努めている。延元3年/暦応元年（1338年）、南朝の北畠顕家軍が青野原の戦いで幕府軍を破った事態を受けて、道誉と共に援軍として派遣され近江・美濃国の国境で南朝軍を迎え撃ち、興国5年/康永3年（1344年）には検非違使に任じられるなど佐々木氏嫡流としての立場を示した。その間、延元3年/暦応元年（1338年）11月5日には室町幕府初代将軍・足利尊氏の加冠によって元服し、「氏」の偏諱を受けて氏頼と名乗り、同時に左衛門佐に任ぜられ、従五位下に叙された。
足利将軍家の内紛から発展した観応の擾乱では道誉と共に尊氏・高師直派に属していたが、正平6年/観応2年（1351年）1月19日に尊氏の弟の直義派が有利となると直義方に降る。しかし、高師直が殺害された後も両派の対立が再燃、双方から味方に誘われ窮地に陥り、6月25日に出家して崇永と名乗り、近江守護を辞任して家督も長男の義信に譲った。この後、近江守護に弟の山内信詮・直綱や義信が選ばれたり、道誉が尊氏の嫡男の義詮から佐々木氏の惣領格に任命されている。
正平9年/文和3年（1354年）には政界復帰し、義信に代わって近江守護に復したほか、正平23年/応安元年（1368年）には禅律方・引付頭人も務めている。近江守護再任後は禅宗に帰依し、正平16年/康安元年（1361年）に寂室元光を招いて永源寺の開基となった。
しかし、家督は正平20年/貞治4年1365年に嫡男の義信が17歳で夭折、京極氏から道誉の孫で嫡男の高経を猶子に迎え後見を務めた。
正平25年/応安3年（1370年）6月7日、45歳で死去。近江守護は高経が引き継いだが、氏頼晩年に生まれた亀寿丸が元服して六角満高となると、近江守を解かれて京極家に戻された。